# 東武デハ1形電車
東武デハ1形電車（とうぶデハ1がたでんしゃ）は、かつて東武鉄道に在籍した電車。1924年（大正13年）に新製された東武初の電車であり、製造年から大正13年系とも称される。

## 概要
1924年（大正13年）10月1日の伊勢崎線浅草（初代・現在のとうきょうスカイツリー） - 西新井間電化完成に伴い、全8両（デハ1 - 8）が導入されたのが本形式である。全車とも両運転台構造の電動車であり、製造は日本車輌製造東京支店で行われた。

## 車体
16m級木造ダブルルーフ車体で、車体塗装は茶色一色塗りである。前面形状は緩い曲面を描く丸妻構造で、前面窓を5枚備える。5枚窓のうち左右両端の窓上には行先表示窓が設置されており、その分上下寸法が中央寄りの3枚に比べて縮小されたものとなっている点が特徴である。側面窓配置は1D232D232D1（D：客用扉）で、乗務員扉は設置されていない。客用扉下部にはステップが設置されており、当該部分および客用扉引き込み部分の車体裾が一段下がった形状となっている。車内乗務員スペースはHポールによって仕切られており、運転台は中央部に設置されている。車内はロングシート仕様であった。

## 主要機器
当時の国産メーカーの技術が未熟であったこともあり、主要機器は輸入品で占められている。主電動機はウェスティングハウス製WH556-J6で、1両当たり4基搭載した。制御器は電磁空気単位スイッチ式手動加速制御（HL制御）、台車は鍛造台車枠を備える釣り合い梁式台車であり、製造当時の日本の電化私鉄に大量に導入されていたJ.G.ブリル27-MCB-2を装備する。制動装置はM弁を使用したAMM自動空気ブレーキを採用した。パンタグラフは1両当たり2基、屋根の前後両端に振り分けて搭載し、これは戦前の東武車両（電動車）における標準仕様として長く踏襲された。
なお、連結器は当初簡易型連結器を採用し、緩衝器（バッファー）を併用していたが、比較的早期に通常の自動連結器へ交換され、以降増備された車両と統一された。

## 導入後の変遷

### 電装解除による制御車化
前述のように全車電動車として竣工した本形式であったが、デハ7, 8（いずれも初代）の2両は早期から制御車代用として運用され、事実上デハ6両クハ2両の陣容であった。その後1931年（昭和6年）には同2両を正式に電装解除して電装品を大正14年系クハ1形1, 2（いずれも初代）に提供し、同車と車番交換を行う形でクハ1形1, 2（いずれも2代）と改称・改番された。デハ2についても1934年（昭和9年）に電装解除され、クハ1形11と改称・改番されたが、その後同車は年代は不詳ながら事故で被災し、復旧名義でデハ10系クハ12形1108が新製され、車籍は同車に引き継がれている。

### 地方私鉄への供出
戦災による被災車は1両も発生しなかった本形式であったが、1947年（昭和22年）から1948年（昭和23年）にかけてデハ3, 4, 6の3両が地方私鉄に譲渡された。これは国鉄63系割り当て車導入の見返りとして、保有車両の地方私鉄への供出を運輸省より指示されたことによるもので、3両の内訳は上信電気鉄道に2両、新潟交通に1両となっている。
- デハ3 → 上信電気鉄道デハ11
- デハ4 → 上信電気鉄道デハ10
- デハ6 → 新潟交通モハ19

### 大改番による形式再編以降
1951年（昭和26年）に施行された大改番によって、大正13年系はデハ1形がモハ1100形、クハ1形がクハ210形にそれぞれ改称・改番された。
- デハ1 → モハ1100
- デハ5 → モハ1101
- クハ1 → クハ210
- クハ2 → クハ211

ただし、クハ2両は大改番前年の1950年（昭和25年）に運転設備を撤去の上で熊谷線へ転属し、蒸機牽引列車の客車として運用されていた。また、モハ1100は大改番施行以前より制御車代用として運用されており、片運転台化の実施および越生線への転属を経た後、1951年（昭和26年）にクハ212と改称・改番されて正式に制御車となった。
その後、1954年（昭和29年）にキハ2000形が導入され、熊谷線の動力近代化が成ったことを機に、クハ210, 211は矢板線に転属し、同時にクハ212も矢板線へ転属した後、1955年（昭和30年）に3両揃って正式に客車化され、コハフ10形11 - 13と改称・改番された。
- クハ210 - 212 → コハフ11 - 13

これら3両は1959年（昭和34年）6月の矢板線廃止まで運用された後、同年8月10日付で全車廃車となった。

## モハ1101（デハ5）の動向

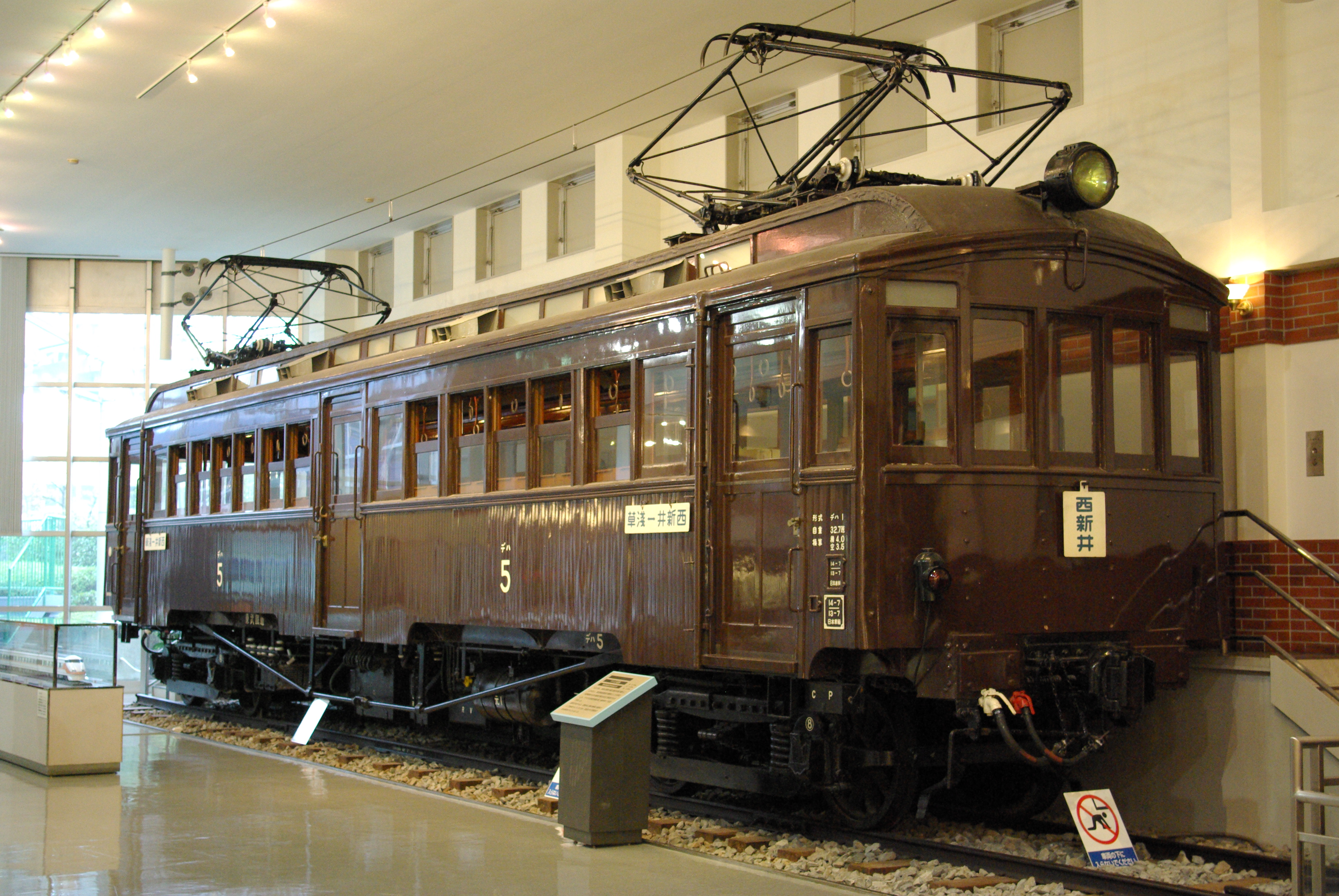
下り方から見たデハ5

本形式で唯一電車として残存したモハ1101は、戦後は鬼怒川線で電気機関車代用として貨物列車牽引に用いられた後、野田線に転属して配給車代用として運用され、1956年（昭和31年）1月には西新井工場の入換車に転用された。その際、外板の老朽化が著しかったことから、車体外板に鋼板を張り付けて簡易鋼体化が施工されている。また、1964年（昭和39年）8月には車内の座席を撤去し、事故復旧用機材を搭載している。入換車として転用されて以降、車体塗装は当時の一般車と同様に変更され、茶色一色、ベージュ地に裾部と窓周りがオレンジのツートンカラーを経て、最終的にはセイジクリーム一色塗りとされていた。なお、時期は不明であるがブレーキコックを締め切ったまま運転士が起動試験を行ったためにブレーキ不能のまま走行して西新井工場内の建屋に衝突する事故を起こしており、低速であったとはいえ前面を大きく損傷している。この損傷は直ちに修復されたため、事故の痕跡は残っていない。
こうして、外板に鋼板を打ち付けた以外は大きな改造を受けることなく、車体の基礎構造および外装と主要機器について原形を保ったまま約25年余にわたって入換用途に専従したモハ1101は、東武初の電車であるという貴重性が評価され、東武鉄道創立80周年記念事業として開園した東武動物公園での保存展示が決定し、1981年（昭和56年）に除籍されて57年に及ぶ車歴を終えた。保存に際しては車番を大改番以前のデハ5とし、外観の整備のほか、入換車時代に撤去された車内設備の復元が行われ、往時の姿が再現されている。
その後、東武鉄道創立90周年記念事業として1989年（平成元年）5月に東武博物館が開館したことに伴い、デハ5も同館へ移設されて現在に至っている。